# Decio Carafa
Pour les articles homonymes, voir Carafa.
Pour les autres membres de la famille, voir Famille Carafa.
Decio Carafa (né en 1556 à Naples, alors dans le royaume de Naples, et mort le 23 janvier 1626 à Naples), est un cardinal italien de l'Église catholique de la XVIIe siècle, nommé par le pape Paul V. Il fait partie d'une nombreuse famille de cardinaux.

## Biographie
Decio Carafa exerce des fonctions au sein de la curie romaine, notamment comme référendaire au tribunal suprême de la Signature apostolique et collecteur général du Portugal. Il est élu archevêque titulaire de Damas (de) en 1606 et envoyé comme nonce apostolique en Flandre (en) puis en Espagne de 1607 à 1611.
Le pape Paul V le crée cardinal lors du consistoire du 7 août 1611. Le cardinal Carafa est transféré à l'archidiocèse de Naples en 1613. Il participe au conclave de 1621, lors duquel Grégoire XV est élu pape et au conclave de 1623 (élection d'Urbain VIII).

## Succession apostolique
Decio Carafa a ordonné les évêques suivants :
- Patriarche Ascanio Gesualdo (it) (1613)
- Évêque Fabrizio Caracciolo Piscizi (en) (1619)